# Scyllarus subarctus
Scyllarus subarctus е вид десетоного от семейство Scyllaridae.

## Разпространение и местообитание
Видът е разпространен в Ангола, Бенин, Габон, Гана, Гвинея, Гвинея-Бисау, Екваториална Гвинея, Камерун, Кот д'Ивоар, Либерия, Намибия, Нигерия, Сенегал, Сиера Леоне и Того.
Среща се на дълбочина от 65 до 199 m, при температура на водата от 15,3 до 16,7 °C и соленост 36 – 36,1 ‰.